# KADOKAWA
株式會社KADOKAWA是一家日本出版公司，是KADOKAWA集团的核心，拥有包含角川書店在内的诸多品牌。
2014年10月1日，株式会社KADOKAWA与株式会社多玩国合并后，共同出资成立株式会社角川多玩国，两家公司都成为角川多玩国的子公司。2019年7月1日，株式会社KADOKAWA更改商号为株式会社KADOKAWA Future Publishing，而母公司角川承继了子公司KADOKAWA原来的事业，并更改商号为株式会社KADOKAWA。

## 历史
该公司最初名为角川书店，成立于1954年4月2日。2003年4月1日，更名为角川控股集团公司，角川书店品牌的出版业务转交子公司角川书店出版。2013年6月22日，更名为KADOKAWA公司。2013年10月1日，其九家子公司合并至KADOKAWA公司。
2014年5月14日，KADOKAWA公司宣布与多玩国合并。2014年10月1日，成立控股公司角川多玩国，成为双方的母公司。
2015年4月，廢除分公司制的「品牌公司」、整編為事業部制的「局」；角川書店、中經出版、富士見書房等子公司以品牌的形式併入母公司，子公司解散。
2019年2月，母公司角川多玩国宣布将在同年4月把多玩國、Gzbrain、大百科新聞社这些原本和KADOKAWA同样直属于角川多玩国的公司改为KADOKAWA的子公司，即角川多玩国的孙公司。
2019年5月，株式会社角川多玩国宣布将于7月更改商号为株式会社KADOKAWA，承继旧KADOKAWA的一切事业。原本作为子公司的株式会社KADOKAWA更改商号为株式会社KADOKAWA Future Publishing。

## 事業品牌
KADOKAWA吸收合併，曾以品牌公司名義存續的企業群，現是旗下品牌。
- 娛樂內容創作事業統括本部
  - 角川書店 - 由第2代角川書店分割設立，原第3代角川書店法人。2011年1月1日合併角川映畫株式會社，角川映畫成為角川書店管理的映像事業品牌。
  - 角川學藝出版 - 前身為自角川書店分離，接手角川書店辭典、全書、古典關係書、全集、高中教科書、大學教科書等編輯業務的飛鳥企劃，2003年變更為現名。
  - ASCII Media Works - 2008年4月1日，MEDIA WORKS與ASCII（第2代）合併，變更為現商號。2011年1月1日合併手機小說網站運營公司魔法的iLand（日语：魔法のiらんど）。
  - 富士見書房 - 曾於1991年併為角川書店富士見事業部，2005年再次獨立，法人存續至2013年。
  - Media Factory - 獨立自瑞可麗（日语：リクルート）的書籍出版部門。2011年11月15日被角川GHD收購，納入角川集團旗下。成為品牌公司前保有獨立国际标准书号代碼。
  - 中經出版（日语：中経出版） - 2009年4月7日取得股份、子公司化。2009年10月與旗下子公司樂書館進行事業再編整合。2013年4月1日，合併新人物往来社（日语：新人物往来社）。成為品牌公司前保有獨立ISBN代碼。
- 媒體與信息事業統括本部
  - 角川雜誌（日语：角川マガジンズ） - 前身為角川雜誌第2代法人、跨媒體部門統括公司。2009年3月1日，角川television與角川Cross Media合併，社名變更為角川營銷。2010年4月1日，合併株式會社角川Media Management（日语：角川メディアマネジメント）。2011年1月1日合併株式會社角川SS通信（日语：角川・エス・エス・コミュニケーションズ），同年7月1日變更為現名。
  - Enterbrain - 舊ASCII第二編輯統括本部。2010年10月1日合併株式會社MediaLeaves（初代ASCII），2011年3月1日合併株式會社角川雜誌（初代）。

## 事件

### 動物朋友監督替換事件
2017年9月25日，以《動物朋友》系列成名的動畫監督達紀在推特公告，稱遭到角川辭退，將不再參與動物朋友第二期動畫的製作。隨之而來的與論以及角川本身的不當應對方式，對整個集團的商譽造成不良的影響。

### 網路封鎖
依據GreatFire測試，其網站在中國大陸被當局的網墻封鎖，即當地網民無法正常訪問該網站，2018年8月或更早起被封鎖至今。

### 2020年東京奧運會行賄事件
KADOKAWA作為2020年东京奥运会官方贊助商之一，2022年9月3日被爆出行賄組委會成員。時任董事長角川歷彥於9月14日被逮捕，之後於10月4日辭去董事長一職，同時設立監察委員會。

### 2024年網路攻擊
2024年6月8日，一群名為BlackSuit的駭客組織對角川旗下多個網站發動勒索軟體攻擊，其中包括影片分享網站Niconico動畫，導致其大部分暫停服務。

## 外部連結
- KADOKAWA官方網站 （页面存档备份，存于）（日語）